# Музей невинності (книга)
«Музей невинності» (тур. Masumiyet Müzesi) —  роман Орхана Памука, нобелівського лауреата (2006 р.), турецького письменника, володаря Дублінської премії (2003 р.)  та німецької премії Миру (2005 р.)  вийшов друком 29 серпня 2008 року.  Дія книги відбувається  в Стамбулі між 1975 і 1984 роками і показує історію кохання багатого бізнесмена Кемаля і його бідної родички Фюсун. 
Авторські права на переклад купили тридцять видавництв світу. 
Українською мовою твір видано у 2012 році в видавництві  Фоліо  (м. Харків) у перекладі О.Б. Тульчинського та Г. В. Рог. Обсяг роману в перекладі становить 670 сторінок.  У кінці роману розміщений алфавітний список діючих персонажів книги. У тексті книги розміщений квиток, який дає право на разове відвідування Музею невинності, який відкритий у Стамбулі.

## Сюжет.
«Музей невинності » - складна любовна  психологічна  драма на фоні 70—80-их  років  ХХ  століття.
Твір має і політичний підтекст, і соціальний аспект, і знайомство з культурною спадщиною, і, звичайно,  не на останньому місці, найрозповсюдженіша проблема стосунків між чоловіком і жінкою з усіма обов’язковими складниками: кохання,  нещасливе кохання через неможливість бути разом, непорозуміння через відсутність спільних інтересів, спогади про минуле щастя. У центрі – старий, як світ, сюжет: дівчина віддає свою цноту чоловікові, якого кохає, натомість той не збирається на ній одружуватися. Типовий конфлікт спостерігається в європейських країнах та країнах Сходу усіх без виключення століть.
Події   відбуваються у Стамбулі.  Багатій Кемаль напередодні власного весілля  закохується у свою далеку, молодшу від нього на  дванадцять років, бідну  родичку Фюсун.   Сібель – представниця стамбульської  аристократії – задовольняє  Кемаля, як дружина,  а чуттєва, але нужденна  Фюсун – як коханка. І, як не дивно, водночас  він кохає обох, та лише так, як його влаштовує. Ображена фальшивістю коханого Фюсун кидає його й виходить заміж за іншого.
Ця історія продовжуватиметься довгі вісім  років: Кемаль так і не одружиться на Сібель,  але кожний вечір  буде приходити  в дім Фюсун і почне колекціонувати  кожну річ, яка буде нагадувати  про неї й заспокоювати  його душевний біль.
З часом ця колекція:  гребінці, шпильки до  волосся , пляшки  з-під першої турецької газованки „Мельтем”, чотири тисячі двісті тринадцять  „її” недокурків стануть  основою його музею, який одночасно буде відображенням життя  Стамбула кінця  ХХ століття. Через роки страждань, осуду, пліток  Фюсун і Кемаль знову зустрінуться . Їх почуття з часом не зникли.  Закохані готуються до весілля і медового місяця. Але Фюсун свідомо провокує жахливу автокатастрофу.
Музей буде відкрито після загибелі головної героїні, яка стала кульмінацією роману.
Книга «Музей невинності»– це ще й доволі цікавий  довідник  з колекціонування та музеєзнавства, де можна знайти описи як знедолених ісламських колекціонерів, які тісняться у крихітних квартирах, так і – ошатних приватних музеїв Америки та Європи, котрі стали „підґрунтям Західної цивілізації”.
Одна з центральних ідей роману - музеї, класифікація експонатів та повага до власної історії – це той  Захід, який ми сьогодні  бачимо.

## Музей невинності
Museum of Innocence, Masumiyet Müzesi
Туреччина, Стамбул
Відкритий музей у  2012 р. , він непорушно зв'язаний із романом «Музей невинності». Речі, які  стали експонатами музею, письменник  збирав більше 15 років — купуючи  їх на барахолках та в антикварних крамницях.
Кожен стенд експозиції присвячений одному розділу роману . 
Вітрини музею представляють речі, які оточують головних героїв роману – Фюсун та Кемаля. Експонати стендів:  старовинні  предмети побуту, посуд, біжутерія, газети, іграшки, гребінці, запальнички, ключі, старі консервні баночки, пляшки,недокурки, квитанції та багато іншого. Речі, зібрані в «Музеї невинності», розповідають про  історію всього Стамбула від 1950 року по 2000 рік.
Проект  музею Орхан Памук розробляв разом із  групою архітекторів, художників і дизайнерів. Сума коштів, витрачених на створення  музею, невідома, та за словами автора , Нобелівської премію (близько мільйона євро), на музей не вистачило.